# Kanhangad
Kanhangad (o Kannangad) è una suddivisione dell'India, classificata come municipality, di 65.499 abitanti, situata nel distretto di Kasaragod, nello stato federato del Kerala. In base al numero di abitanti la città rientra nella classe II (da 50.000 a 99.999 persone).

## Geografia fisica
La città è situata a 12° 19' 0 N e 75° 4' 0 E al livello del mare.

## Società

### Evoluzione demografica
Al censimento del 2001 la popolazione di Kanhangad assommava a 65.499 persone, delle quali 31.599 maschi e 33.900 femmine. I bambini di età inferiore o uguale ai sei anni assommavano a 7.710, dei quali 3.928 maschi e 3.782 femmine. Infine, coloro che erano in grado di saper almeno leggere e scrivere erano 51.159, dei quali 26.091 maschi e 25.068 femmine.